# Disperis wealei
Disperis wealei Rchb.f., 1881  è una pianta appartenente alla famiglia delle Orchidacee, diffusa nell'Africa meridionale.

## Biologia
Come la maggior parte delle specie sudafricane del genere Disperis, questa specie si riproduce per impollinazione entomogama ad opera di insetti apoidei del genere Rediviva (Melittidae), specializzati nella raccolta degli oli florali secreti dalle appendici del labello.